# O. R. 탐보 국제공항
O. R. 탐보 국제공항(영어: O. R. Tambo International Airport)은 남아프리카 공화국 하우텡 주의 에크룰레니 도시권에 있는 국제공항으로, 전 대통령 이름을 따서 요하네스버그 국제공항(영어: Johannesburg International Airport)에서 개칭했으며 요하네스버그 외곽에 위치한다. 연간 여객 인원은 19,440,000명이며, 남아프리카 공화국 최대 항공사인 남아프리카 항공을 필두로 국내 항공사의 많은 허브 공항이 되고 있다.

## 역사
이전 요하네스버그 주변의 주요 공항이었던 랜드 공항과 유럽 서비스를 담당하고 있었던 팔미에트폰텐 국제공항을 대신하여 1952년에 개항하였다. 당시의 공항 이름은 남아프리카 연방의 총리를 역임했던 제2차 보어 전쟁의 지휘관이었던 얀 크리스티앙 스머츠 이름을 따서 얀 크리스티앙 스머츠 국제공항(영어: Jan Christiaan Smuts International Airport)이었다. 첫 비행은 영국의 런던 히스로 공항에서 이륙한 영국국제항공의 모스키토 DH.106 코멧에 의해 수행되었다.
1970년대에 들어서면서 콩코드의 시험 공항으로 사용되었고, 항공기가 공기가 희박한 높은 고도에서 이착륙할 때 어떻게 대응해야 하는지를 이 공항에서의 연구를 통해 알아내었다.
그러나 1980년대 들어와서 아파르트헤이트에 대한 국제적인 비판이 높아짐에 따라 유엔이 제재를 가하기로 결정하면서 대부분의 남아프리카 공화국 출발 항공편의 운항이 중단되었다. 남아프리카 항공 등 유럽 방면으로 향하는 비행기들은 안전상의 문제 등으로 인해 아프리카 대륙 상공 비행이 불가하여서 대서양 쪽으로 우회하여 비행해야 했고, 이는 당시 장거리 비행이 뛰어난 보잉 747SP나 에어버스 A340같은 4발 여객기가 많이 사용되게 하는 결과를 가져왔다.
1994년 아파르트헤이트의 철폐 이후 총선을 통해 출범한 새 정부는 정치인의 이름을 공항명으로 사용하지 않는다는 것을 표명했고, 이에 따라 《얀 스머츠 국제공항》을 《요하네스버그 국제공항》으로 개칭했으나 2005년 후반 무렵 《요하네스버그 국제공항》에서 인종차별 투쟁의 영웅이던 올리버 탐보의 이름을 따서 《올리버 탐보 국제공항》으로 변경하는 것을 제안해 이것이 2006년 6월 30일에 공포되어 새로운 사인이 갖추어져 같은 해 10월 27일부터 《OR 탐보 국제공항》으로 명칭을 변경하였다. 그러나 명칭 변경에 소요된 막대한 비용이나 이전 정부가 표명했던 정치인의 이름을 공항에 사용하지 않는다는 원칙을 뒤집은 것에 대해서는 많은 비판을 받고 있다.
여객 인원은 1996년에 카이로 국제공항의 여객 인원을 넘어섰으며 2006년 3월까지 이 공항은 이미 1610만명의 여객이 다녀갔다. 이는 2005년 같은 기간에 비해 11% 증가한 수치이다.
2006년 11월 26일에 에어버스 A380이 아프리카 대륙에 있는 공항으로는 처음으로 도착했다. 이것은 남극을 통과하여 시드니로 향하는 도중에 시험 비행으로 기항한 것이다.

## 공항 정보
고도가 약 1,700m로 공기는 평지보다 희박하다. 이것은 항공기의 성능에 영향을 미친다. 예를 들면, 요하네스버그에서 워싱턴까지 에어버스 A340-600으로 운항하는 경우 연료를 공급할 수 없기 때문에, 연료 공급을 위해 세네갈 다카르의 레오폴 세다르 셍고르 국제공항을 경유해야 한다. 이것은 화물과 승객을 가득 싣고 이륙할 때 더 긴 거리를 질주할 필요가 있고, 이륙할 수 없는 등 출발지에서 성능이 크게 감소하기 때문이다. 이와 대조적으로, 워싱턴의 워싱턴 덜레스 국제공항에서 돌아오는 비행기는 출발지가 거의 평지(해발 95m)이므로 항공기의 성능을 살려 직항으로 14시간이다. 남아프리카 항공은 현재 서부 시장을 고려하여 미국에 출입하며 세네갈의 다카르를 경유하고 있다.
남북으로 2개의 평행 활주로로 사용되지 않는 교차 활주로가 있다. 서쪽 활주로 03L/21R은 4,400m 이상이고 세계 국제 공항 활주로 중 가장 긴 활주로로 이 공항의 고도가 높기 때문에 짐을 포장하고 항공기가 이륙하기 위해서는 이처럼 긴 길이의 활주로가 필요했다. 바쁜 시간대에 착륙하는 항공기는 동쪽 활주로를 사용하며, 이륙하는 항공기는 서쪽 활주로를 사용하고 있다.

## 터미널
공항에는 6개의 터미널이 있지만, 국제선 터미널, 국내선 터미널, 트랜짓 터미널의 3개의 주요 에리어로 나눌 수 있다. 트랜짓 터미널은, 국내선의 오랫동안 사용하지 않게 된 지역을 공용으로 사용한다. 오래된 장소의 대부분은 새로운 중앙 터미널을 건설하기 위해 해체되었기 때문에, 국내선 터미널과 국제선 터미널의 내부 통로와 체크인 지역 등에 더 많은 게이트가 공동으로 사용된다. 이곳은 남아프리카 항공 박물관의 기반이라고 해도 될 정도로 많은 남아프리카 항공의 기념물로 채워져 있다.

## 운항 노선

### 국제선
| 항공사              | 목적지 |
| ------------------- | --- |
| 남아프리카 항공     | 라고스, 릴롱궤, 마푸토, 블랜타이어, 빅토리아폴스, 빈트후크, 상파울루(구아룰류스), 아비장, 아크라, 킨샤샤, 퍼스 - (2024년 4월 28일 재취항), 포트루이스, 하라레                                                                       |
| 셈에어              | 루사카, 루안다, 마운, 마푸토, 빅토리아폴스 |
| 에어링크            | 가보로네, 나이로비, 남풀라, 다르에르살람, 루붐바시, 루사카, 루안다, 리빙스톤, 릴롱궤, 마세루, 마운, 마푸토, 만지니, 베이라, 빅토리아폴스, 빈트후크, 불라와요, 블랜타이어, 세인트 헬레나, 안타나나리보, 은돌라, 카사네, 펨바, 하라레 |
| 플라이 사프에어     | 마푸토, 빅토리아폴스, 잔지바르, 포트루이스, 하라레 |
| 중국국제항공        | 베이징(수도), 선전 |
| 캐세이퍼시픽 항공   | 홍콩(첵랍콕) |
| 싱가포르 항공       | 싱가포르 |
| 사우디아라비아 항공 | 제다 |
| 에미레이트 항공     | 두바이 |
| 에티하드 항공       | 아부다비 |
| 엘알 이스라엘 항공  | 텔아비브 |
| 카타르 항공         | 도하 |
| 에어 피스           | 라고스, 아부자 |
| 에어 코트디부아르   | 아비장, 킨샤샤 |
| 에어 마다가스카르   | 안타나나리보 |
| 에어 모리셔스       | 포트루이스 |
| 에어 보츠와나       | 가보로네, 마운, 카사네, 프랜시스타운 |
| 에어 세이셸         | 마헤 |
| 에티오피아 항공     | 아디스아바바 |
| 케냐 항공           | 나이로비 |
| 르완다 항공         | 키갈리, 루사카 |
| 말라위 항공         | 릴롱궤, 블랜타이어 |
| LAM 모잠비크 항공   | 단, 마푸토, 베이라, 비랭쿠로, 이냠바느, 켈레마네, 팸바 |
| TAAG 앙골라 항공    | 루안다 |
| 에어 에스와티니     | 만지니 |
| 잠비아 항공         | 리빙스톤, 루사카 |
| 에어 짐바브웨       | 하라레, 불라와요 |
| 패스트제트 짐바브웨 | 하라레, 불라와요, 빅토리아폴스 |
| 에어 알제리         | 알제 |
| 이집트 항공         | 카이로 |
| 영국항공            | 런던(히드로) |
| 버진 애틀랜틱       | 런던(히드로) |
| 에어 프랑스         | 파리(샤를 드 골) |
| 에어 오스트랄       | 레위니옹 |
| 루프트한자          | 뮌헨, 프랑크푸르트 |
| 콘도르 항공         | 계절편: 프랑크푸르트 |
| KLM                 | 암스테르담 |
| 스위스 국제항공     | 취리히 |
| 터키항공            | 이스탄불(아르나부코이) |
| 델타 항공           | 애틀랜타 |
| 유나이티드 항공     | 뉴어크 |
| LATAM 브라질        | 상파울루(구아룰류스) |
| 콴타스 항공         | 시드니 계절편: 퍼스 |

### 국내선
| 항공사          | 목적지 |
| --------------- | --- |
| 남아프리카 항공 | 케이프타운, 더반, 포트엘리자베스 |
| 셈에어          | 케이프타운, 더반, 마게이트, 블룸폰테인, 조지, 킴벌리, 포트엘리자베스, 플레텐버그베이, 후드스프루이트                                                   |
| 에어링크        | 케이프타운, 더반, 리차드베이, 블룸폰테인, 슈쿠자, 어핑턴, 음봄벨라, 조지, 킴벌리, 팔라보와, 포트엘리자베스, 폴로크와네, 피터마리츠버그, 후드스프루이트 |
| 플라이 사프에어 | 케이프타운, 더반, 블룸폰테인, 이스트런던, 조지, 포트엘리자베스                                                                                         |
| LIFT 항공       | 케이프타운, 더반 |

### 화물 노선
| 항공사                | 목적지 |
| --------------------- | --- |
| 비드에어 카고         | 케이프타운, 나이로비, 다르에르살람, 더반, 리빙스톤, 빅토리아폴스, 빈트후크, 이스트런던, 조지, 키갈리, 포트루이스, 포트엘리자베스, 하라레 |
| 싱가포르 항공 카고    | 싱가포르, 나이로비 |
| 사우디아 항공 카고    | 제다 |
| 에미레이트 스카이카고 | 두바이(알막툼) |
| 에티하드 항공 카고    | 아부다비, 나이로비 |
| 카타르 항공 카고      | 도하 |
| 에티오피아 항공 카고  | 아디스아바바 |
| 아스트랄 에비에이션   | 나이로비, 두바이(알막툼), 루사카, 마푸토                                                                                                 |
| 이집트 항공 카고      | 카이로 |
| 마그마 에비에이션     | 나이로비 |
| 마틴에어              | 암스테르담, 나이로비, 하라레 |
| 카고룩스              | 룩셈부르크 시티 |
| ASL 항공 벨기에       | 나이로비 |
| 루프트한자 카고       | 나이로비, 라고스, 프랑크푸르트 |
| 터키항공 카고         | 이스탄불(아르나부코이) |
| 페덱스 익스프레스     | 나이로비, 두바이 |

## 연계 교통

### 도로 교통
- 버스의 경우 파이브 시티 버스 라인과 메트로버스에서 운영하고 있으며 요하네스버그와 다른 지역을 연계한다.
- 고속도로의 경우 R21과 R24번 고속도로에서 교차하며 OR 탐보 국제공항을 연계한다.
- 자동차의 경우 도로 교통망이 발달해 있기 때문에 공항 접근이 쉽다.

### 철도 교통
- 가우 트레인 노선으로 하트필트 역에서 말보로를 경유해 OR 탐보 국제공항까지 운행하며 추후 말보로 분기점에서 로스뱅크를 거쳐 파크까지 연결할 계획이다.

## 통계
| 년도    | 국제선    | 국제선   | 지역    | 지역     | 국내선     | 국내선   | 비계획  | 비계획   | 합계       | 합계     |
| 년도    | 승객 수   | % 변동률 | 승객 수 | % 변동률 | 승객 수    | % 변동률 | 승객 수 | % 변동률 | 승객 수    | % 변동률 |
| ------- | --------- | -------- | ------- | -------- | ---------- | -------- | ------- | -------- | ---------- | -------- |
| 2006–07 | 6,958,277 | 비통계   | 651,642 | 비통계   | 10,094,758 | 비통계   | 89,423  | 비통계   | 17,794,100 | 비통계   |
| 2007–08 | 7,645,647 | 9.9%     | 714,717 | 9.7%     | 11,009,841 | 9.1%     | 87,293  | 2.4%     | 19,457,498 | 9.3%     |
| 2008–09 | 7,480,461 | 2.2%     | 730,387 | 2.2%     | 9,582,332  | 13.0%    | 91,679  | 5.0%     | 17,884,859 | 8.1%     |
| 2009–10 | 7,489,211 | 0.1%     | 762,033 | 4.3%     | 9,270,478  | 3.3%     | 74,481  | 18.8%    | 17,596,203 | 1.6%     |
| 2010–11 | 7,965,594 | 6.4%     | 794,477 | 4.3%     | 9,732,250  | 5.0%     | 150,824 | 102.5%   | 18,643,145 | 5.9%     |

| 년도    | 국제선  | 국제선   | 지역    | 지역     | 국내선  | 국내선   | 비계획  | 비계획   | 합계    | 합계     |
| 년도    | 승객 수 | % 변동률 | 승객 수 | % 변동률 | 승객 수 | % 변동률 | 승객 수 | % 변동률 | 승객 수 | % 변동률 |
| ------- | ------- | -------- | ------- | -------- | ------- | -------- | ------- | -------- | ------- | -------- |
| 2006–07 | 53,003  | 비통계   | 17,684  | 비통계   | 114,917 | 비통계   | 26,037  | 비통계   | 211,641 | 비통계   |
| 2007–08 | 59,031  | 11.4%    | 18,799  | 6.3%     | 121,621 | 5.8%     | 29,591  | 13.6%    | 229,042 | 8.2%     |
| 2008–09 | 57,559  | 2.5%     | 17,965  | 4.4%     | 109,372 | 10.1%    | 28,297  | 4.4%     | 213,193 | 6.9%     |
| 2009–10 | 59,382  | 3.2%     | 19,732  | 9.8%     | 103,166 | 5.7%     | 20,252  | 28.4%    | 202,532 | 5.0%     |
| 2010–11 | 63,414  | 6.8%     | 19,846  | 0.6%     | 105,627 | 2.4%     | 24,031  | 18.7%    | 212,918 | 5.1%     |

## 사진

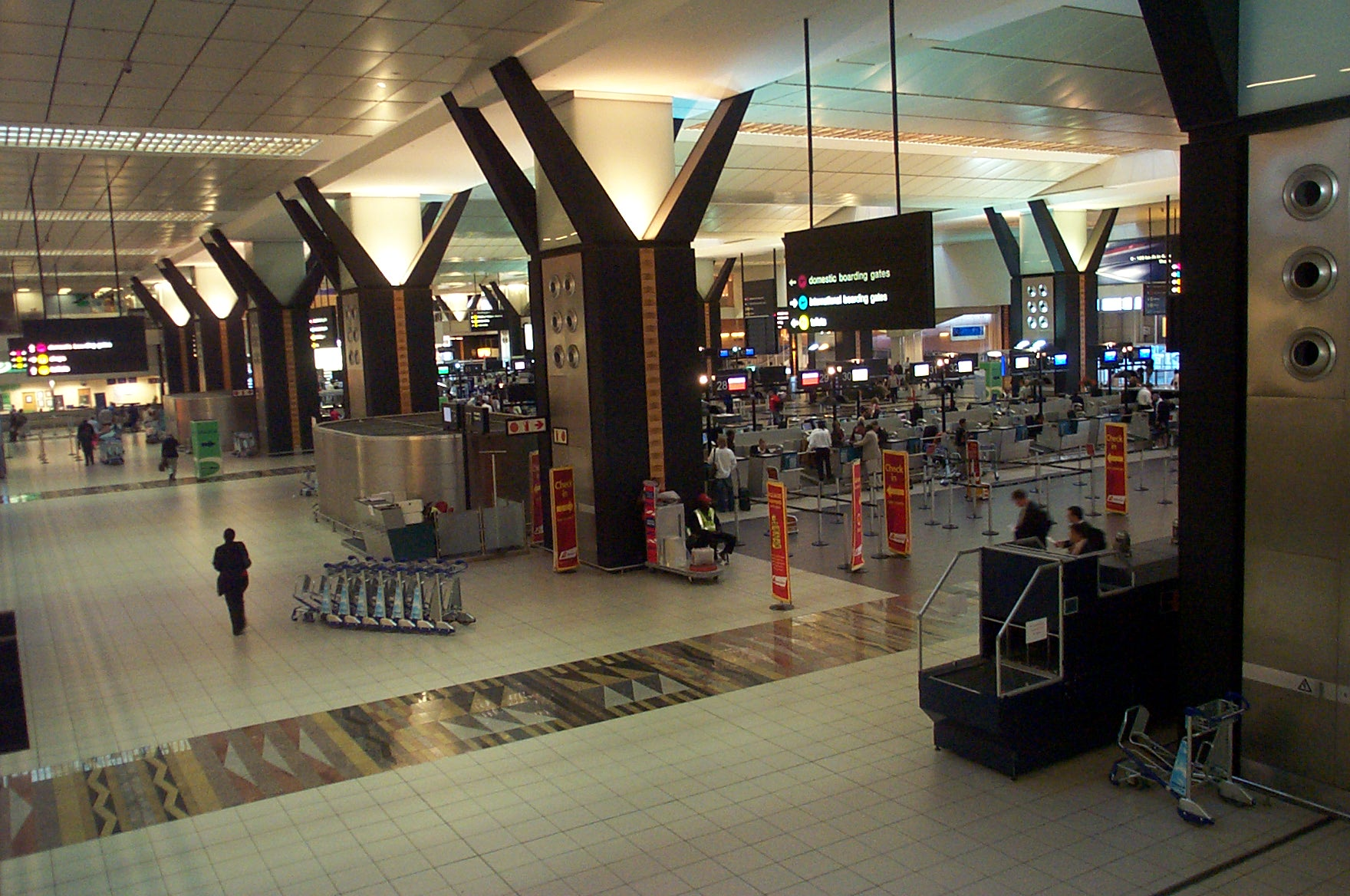
국제선 터미널